# Isabel Fonseca
Isabel Fonseca (New York, 1961) è una scrittrice statunitense.

## Biografia
Nata a New York nel 1961, Fonseca è la più giovane di quattro figli dello scultore uruguaiano Gonzalo Fonseca e della pittrice americana Elizabeth Kaplan. I suoi fratelli sono Caio Fonseca, un pittore le cui opere sono esposte al Metropolitan Museum of Art e al Whitney Museum of American Art; Bruno Fonseca, pittore morto di AIDS nel 1994; e Quina Fonseca, stilista di abiti, costumi e cappelli. Suo nonno era Jacob Kaplan, ex proprietario del succo d'uva Welch's. Fonseca è cresciuta in una casa sulla West 11th Street a New York che era appartenuta a Daniel Chester French, lo scultore del Lincoln Memorial. Fonseca ha frequentato la Concord Academy, si è laureata al Barnard College nel 1984 e ha proseguito gli studi al Wadham College di Oxford. Dopo la morte del fratello Bruno, pubblicò Bruno Fonseca: The Secret Life of Painting, un libro che includeva saggi di Alan Jenkins, Karen Wilkins e un suo saggio personale, edito da Abbeville Press e dal Brooklyn Museum.

## Matrimonio con Martin Amis
Isabel Fonseca ha incontrato il romanziere Martin Amis durante un'intervista telefonica mentre lavorava al Times Literary Supplement. Iniziarono una relazione mentre Amis era ancora sposato con la sua prima moglie, Antonia Phillips, un'accademica americana e madre dei suoi due figli. Nel 1993, Amis lasciò Phillips per Fonseca, il che portò a molte "agitazioni" da parte della stampa britannica. La stampa dipinse Amis come un donnaiolo di seconda generazione e Fonseca come una sensuale ereditiera americana (era fiduciaria del fondo J. M. Kaplan). Ebbero due figlie. Nel 2011, gli Amis hanno lasciato Londra per Brooklyn. Nel maggio 2023, Martin Amis è morto nella loro casa di Lake Worth, in Florida.

## Opere
- (EN) Bury Me Standing: The Gypsies and Their Journey, Vintage, 1996, ISBN 978-0679737438.
- (EN) Con Alan Jenkins e Karen Wilkin, Bruno Fonseca: The Secret Life of Painting, Abbeville Pr, 2000, ISBN 978-0789206268.
- (EN) Attachment, Vintage, 2009, ISBN 978-0307386519.